# Kevin Cogan
 Kevin Cogan  va ser un pilot de curses automobilístiques estatunidenc que va arribar a disputar curses de Fórmula 1.
Va néixer el 31 de març del 1956 a Culver City, Estats Units.
Fora de la F1 va participar en nombroses curses, destacant diverses participacions a les 500 Milles d'Indianapolis.

## A la F1
Kevin Cogan va debutar a la tretzena cursa de la temporada 1980 (la 31a temporada de la història) del campionat del món de la Fórmula 1, disputant el 28 de setembre del 1980 el G.P. del Canadà al circuit de Gilles Villeneuve a Mont-real.
Va participar en un total de dues curses puntuables pel campionat de la F1, disputades en dues temporades consecutives (1980 - 1981), no aconseguint classificar-se per disputar la cursa i no assolí cap punt pel campionat del món de pilots.

## Resultats a la Fórmula 1
| Any  | Equip                    | Xassís         | Motor    | 1         | 2   | 3   | 4     | 5   | 6   | 7   | 8   | 9   | 10  | 11  | 12  | 13      | 14  | 15  | 16 | Posició | Punts |
| ---- | ------------------------ | -------------- | -------- | --------- | --- | --- | ----- | --- | --- | --- | --- | --- | --- | --- | --- | ------- | --- | --- | -- | ------- | ----- |
| 1980 | RAM Rainbow Jeans Racing | Williams       | Cosworth | ARG       | BRA | SUD | O.USA | BEL | MON | FRA | GBR | ALE | AUT | HOL | ITA | CAN NVQ | USA |     |    | -       | 0     |
| 1981 | Tyrrell Racing           | Tyrrell Racing | Cosworth | O.USA NVQ | BRA | ARG | SMR   | BEL | MON | ESP | FRA | GBR | ALE | AUT | HOL | ITA     | CAN | LVG |    | -       | 0     |

### Resum
| Curses: | Victòries: | Pòdiums: | Poles: | Voltes ràpides: | Punts: |
| ------- | ---------- | -------- | ------ | --------------- | ------ |
| 2 (0)   | 0          | 0        | 0      | 0               | 0      |